# Chey

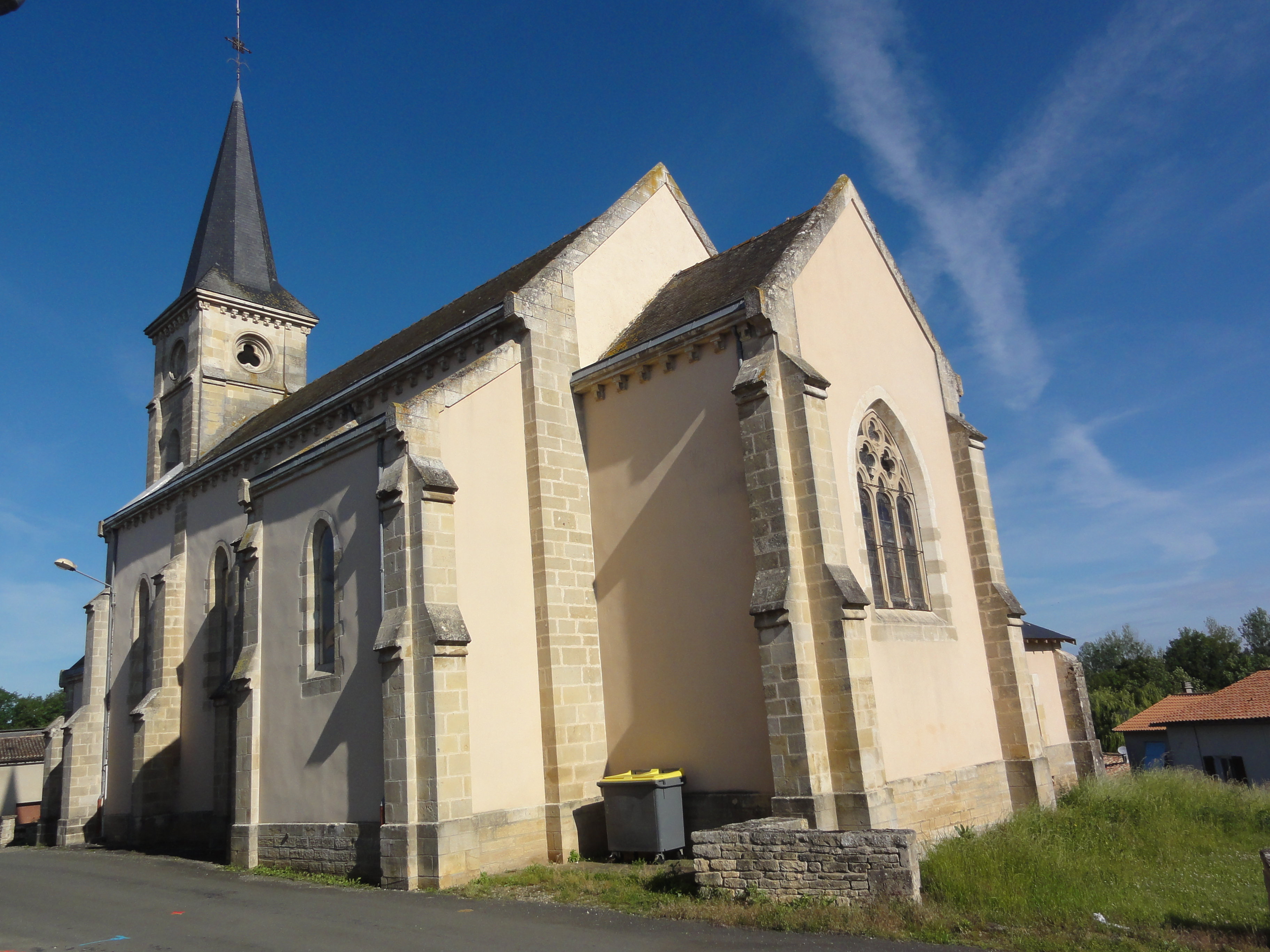
Kerk

Chey is een gemeente in het Franse departement Deux-Sèvres (regio Nouvelle-Aquitaine) en telt 606 inwoners (2005). De plaats maakt deel uit van het arrondissement Niort.

## Geografie
De oppervlakte van Chey bedraagt 21,4 km², de bevolkingsdichtheid is 28,3 inwoners per km².
De onderstaande kaart toont de ligging van Chey met de belangrijkste infrastructuur en aangrenzende gemeenten.

## Demografie
Onderstaande figuur toont het verloop van het inwonertal (bron: INSEE-tellingen).